# Cantone di Laferté-sur-Amance
Il Cantone di Laferté-sur-Amance era una divisione amministrativa dell'Arrondissement di Langres.
A seguito della riforma approvata con decreto del 17 febbraio 2014, che ha avuto attuazione dopo le elezioni dipartimentali del 2015, è stato soppresso.

## Composizione
Comprendeva 11 comuni:
- Anrosey
- Bize
- Guyonvelle
- Laferté-sur-Amance
- Maizières-sur-Amance
- Neuvelle-lès-Voisey
- Pierremont-sur-Amance
- Pisseloup
- Soyers
- Velles
- Voisey